# Kostel svatého Štěpána (Malešovice)
Kostel svatého Štěpána je římskokatolický chrám v obci Malešovice v okrese Brno-venkov. Je chráněn jako kulturní památka České republiky.
Malešovický kostel je poprvé připomínán v roce 1276, je možné, že se z této stavby dochovaly boční zdi lodi. Pětiboké kněžiště se sakristií a věží bylo postaveno snad během první poloviny 16. století. V roce 1886 byla nově zaklenutá loď prodloužena západním směrem, byla vybudována také kruchta a předsíň. V roce 2012 byl chrám celkově rekonstruován.
Je farním kostelem malešovické farnosti.

## Galerie

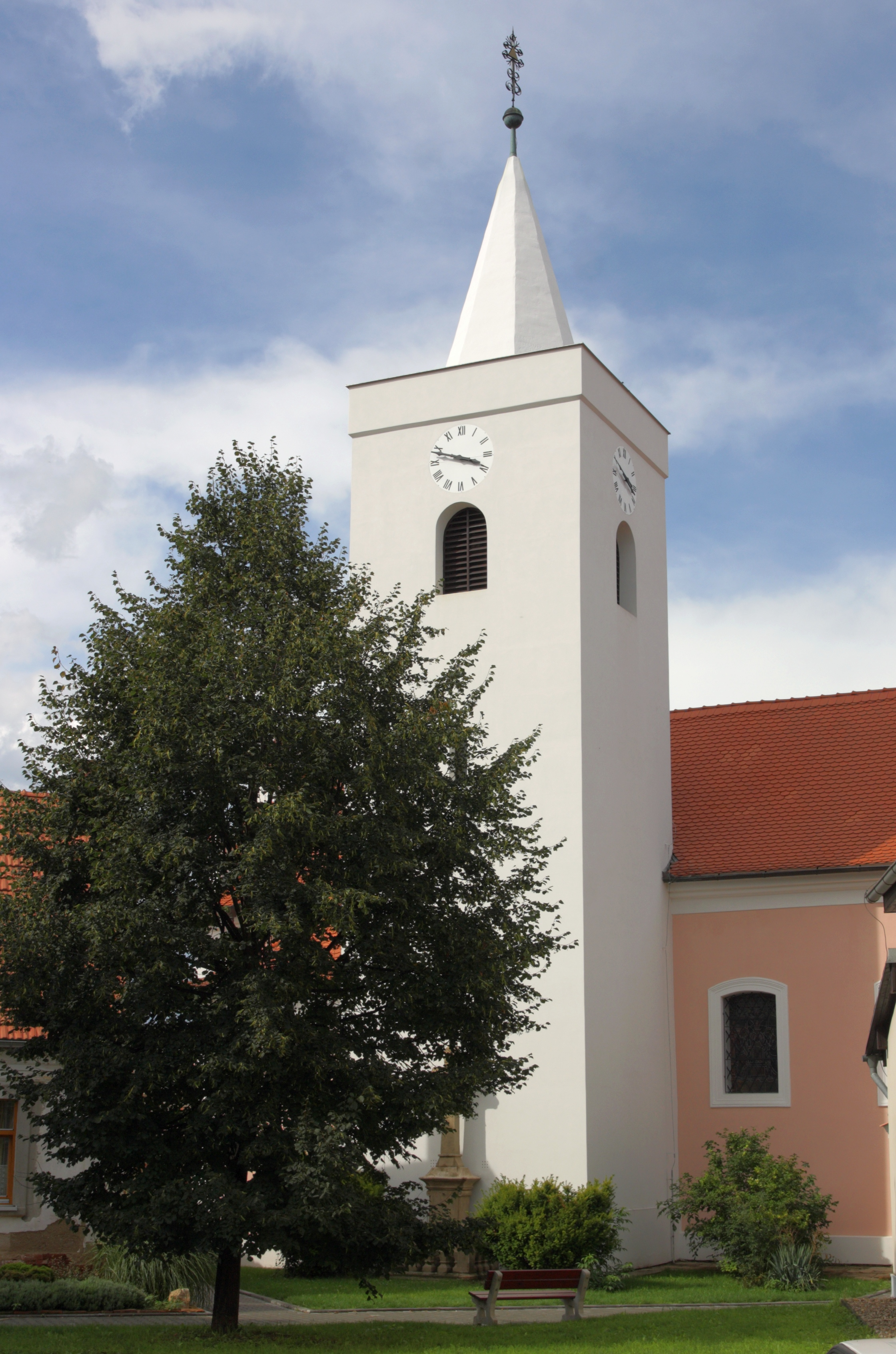
kostelní věž
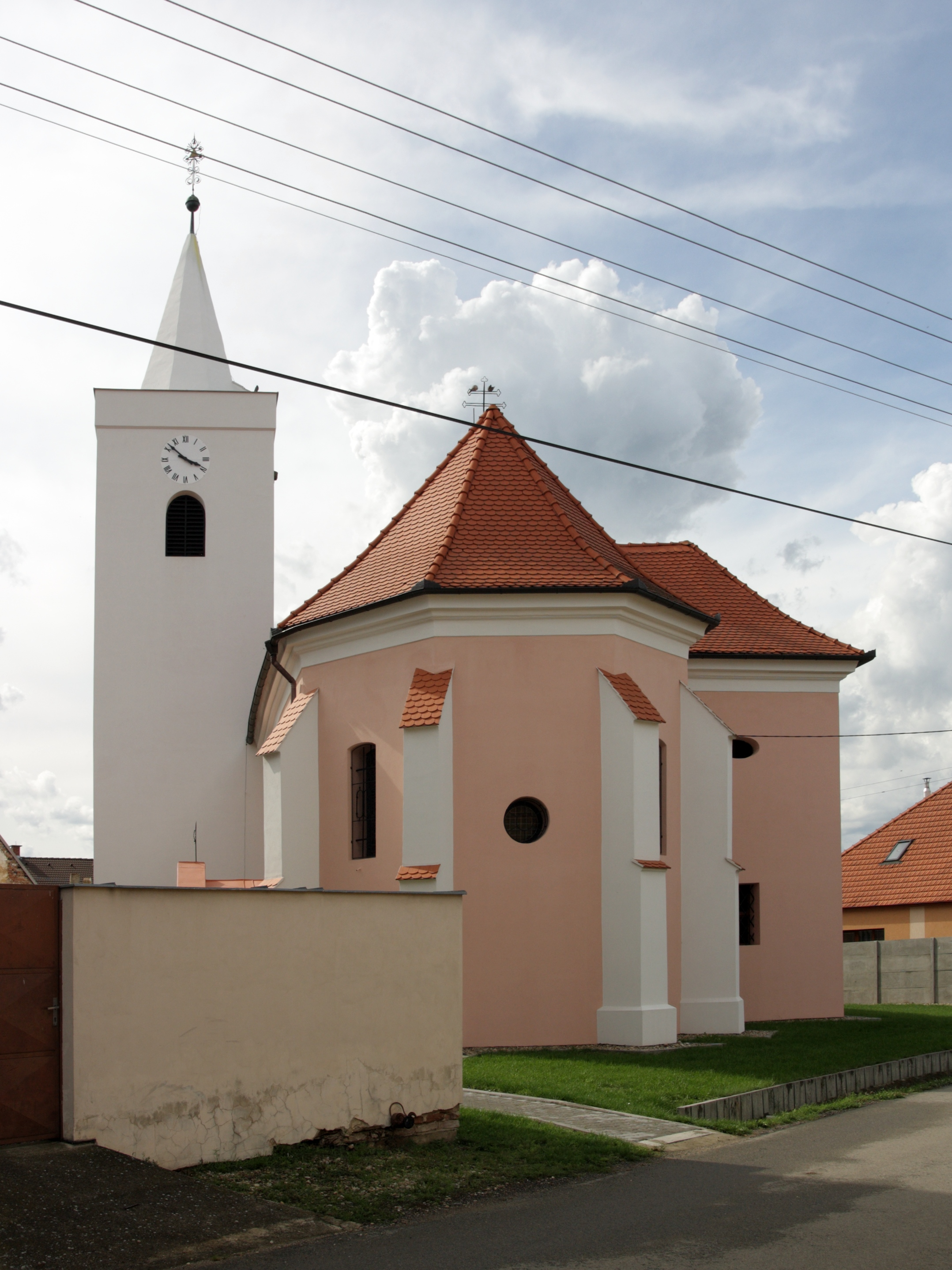
presbytář
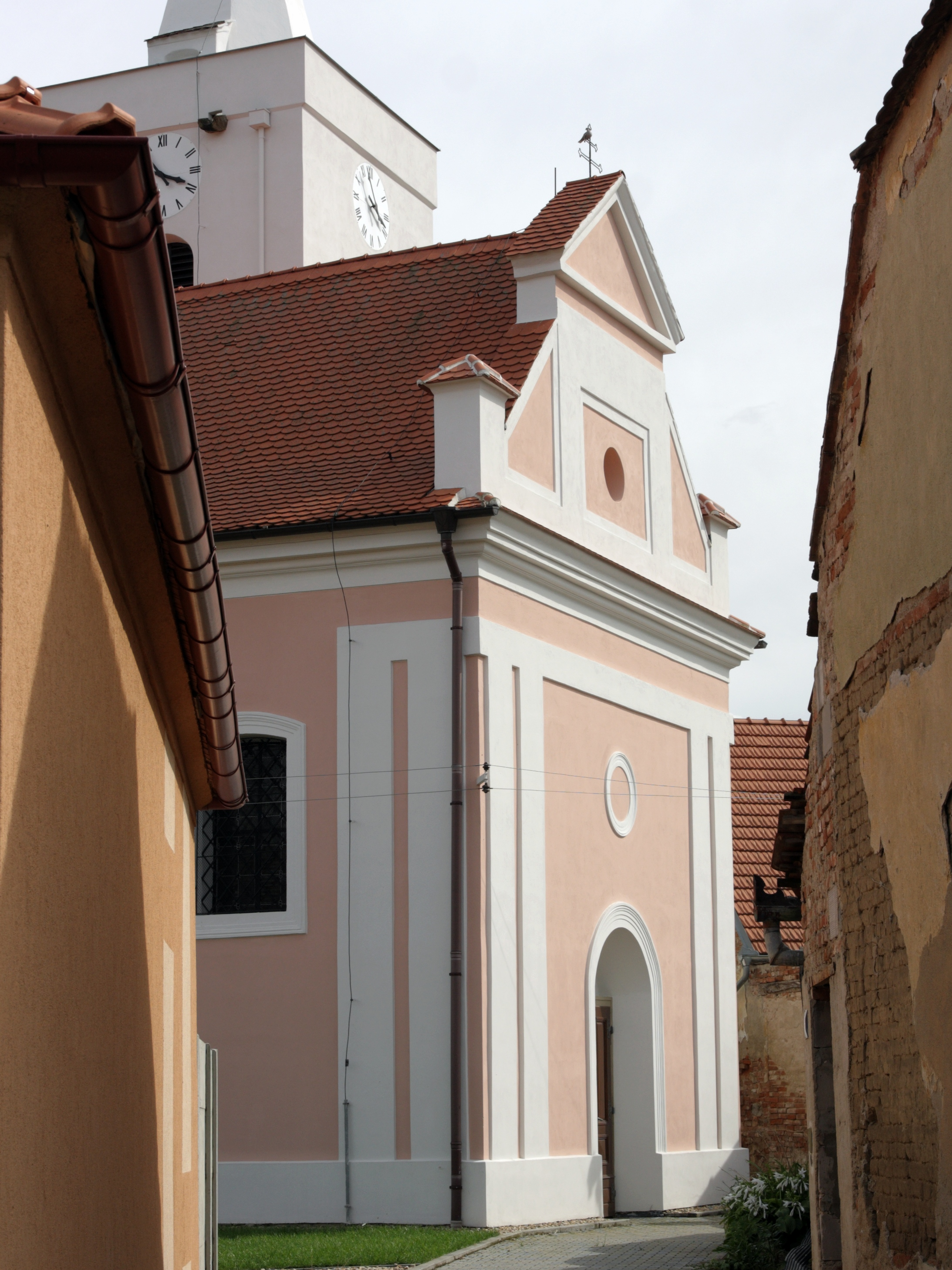
západní strana lodě